# دام (دومرشتورف)
دام (به آلمانی: Damm) یک منطقهٔ مسکونی در آلمان است که در Dummerstorf واقع شده‌است. دام ۶۷۲ نفر جمعیت دارد.